# Landesschülerrat in Bayern

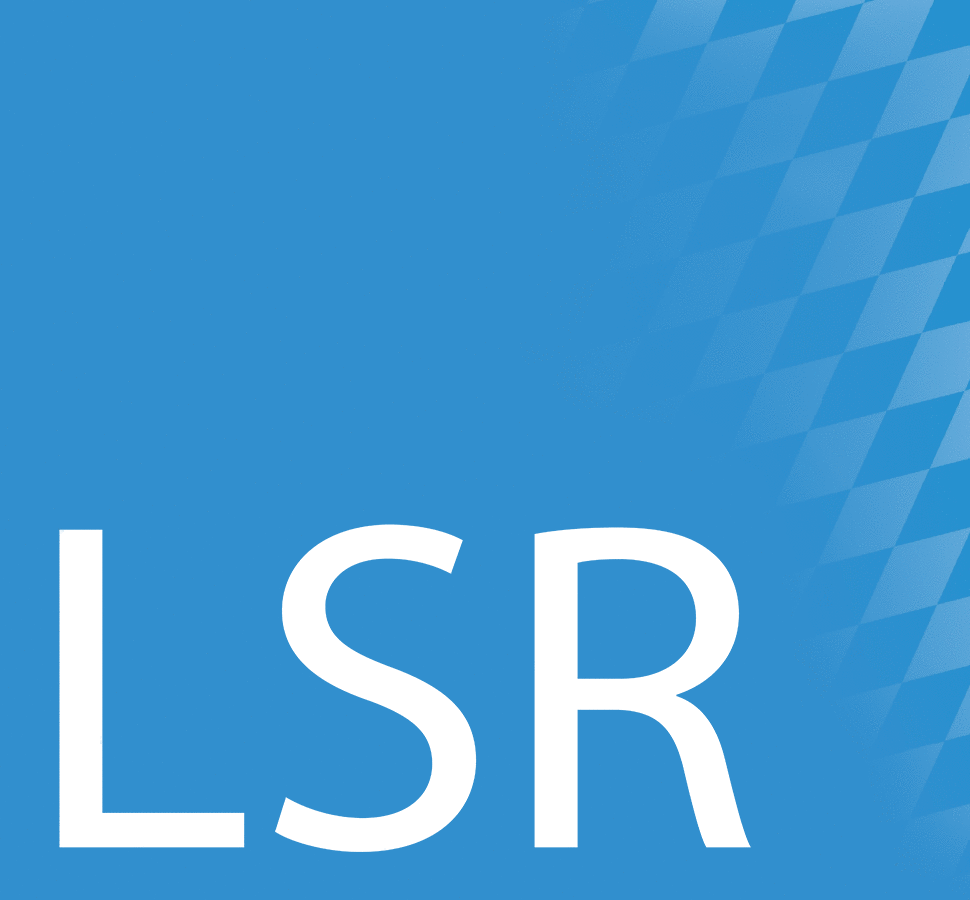
Logo des Landesschülerrats in Bayern

Der Landesschülerrat in Bayern (LSR Bayern) ist die offizielle Schülervertretung im deutschen Bundesland Bayern. Seit 1. August 2008 ist er gesetzlich im Bayerischen Erziehungs- und Unterrichtsgesetz verankert und ist damit die jüngste kultusministeriell anerkannte Landesschülervertretung Deutschlands. Der LSR Bayern setzt sich aus sechs Landesschülersprechern und ihren 6 Stellvertretern zusammen, die den Vorstand der Landesschülerkonferenz bilden. In der Schülermitverantwortung (SMV) arbeiten Schüler an der Gestaltung ihrer Schule und des Schulwesens mit. Sie vertreten dabei in erster Linie die Interessen ihrer Mitschüler und werden auch von den Schülern – meistens über die Klassensprecherversammlung – gewählt.

## Zusammensetzung
Er ist bestehend aus sechs Landesschülersprechern und ihren sechs Stellvertretern
- 2 Landesschülersprecher der Haupt-/Mittelschulen
- 2 Landesschülersprecher der Förderschulen
- 2 Landesschülersprecher der Realschulen
- 2 Landesschülersprecher der Gymnasien
- 2 Landesschülersprecher der FOS und BOS
- 2 Landesschülersprecher der beruflichen Schulen

## Rechte und Aufgaben
Zu den Rechten des Landesschülerrats in Bayern gehört es nach Art. 62a BayEUG,
- in Bezug auf grundlegende, die  Schüler betreffende schulische Angelegenheiten durch das Staatsministerium für Unterricht und Kultus informiert und angehört zu werden (Informations- und Anhörungsrecht) und
- Anregungen und Vorschläge der  Schüler an das Staatsministerium für Unterricht und Kultus zu richten (Vorschlagsrecht).

Weiterhin kann er Stellungnahmen zu bildungspolitischen Themen formulieren, Seminare zur Weiterbildung von Schülervertretern abhalten und Veranstaltungen wie z. B. Podiumsdiskussionen oder Kongresse organisieren.

## Geschichte

### Landesschülervertretung Bayern e.V.
Dem Landesschülerrat ging die 1983 gegründete Landesschülervertretung Bayern e. V. voraus, da in Bayern keine Schülervertretung  gesetzlich verankert war.
Im Jahr 2003 ging das Bayerische Kultusministerium Gespräche über eine Schülervertretung für alle Schularten ein. Diese endeten mit einem Pilotprojekt 2006 in Schwaben. Mit dem Schuljahr 2007/2008 wurde erstmals ein Landesschülerrat gebildet und Landesschülersprecher gewählt.
Indes änderte die Landesschülervertretung Bayern e. V. ihren Namen in LandesschülerInnenvereinigung Bayern e. V. Sie sah ihre Rolle nun als unterstützende Plattform für den LSR Bayern, indem nur Landesschülersprecher in den Vorstand gewählt werden konnten. Seit Januar 2010 ist erstmals kein Landesschülersprecher im Vorstand der LSV Bayern e. V. vertreten.

### basis’09 (Bayerisches SchülerInnensymposium 2009)
Auf basis’09 in Nürnberg fand das erste Mal die Landesschülerkonferenz des Landesschülerrats auf einem Schülerkongress statt. Das war symbolkräftig, da vier Jahre vorher auf basis’05 für eine offizielle Schülervertretung gekämpft wurde. Auf der Sitzung der Landesschülerkonferenz wurden die auf dem Kongress entstandenen Thesen übernommen.